# Здание суконной фабрики (Гатчина)
Здание суконной фабрики — одно из старейших зданий города Гатчины. Образец промышленной архитектуры конца XVIII века, объект культурного наследия народов федерального значения.

## Описание
Здание находится на пересечении современных улиц Красной и Достоевского, на площади, раньше носившей название Сенной. Располагается под углом к другим зданиям и улицам, поскольку было построено на остатках шведских укреплений или шведского имения тех времён, когда Ингерманландией (и, соответственно, Гатчиной) владела Швеция.
Точная дата постройки здания неизвестна, обычно её относят к 1794—1796 годам, хотя план здания, в котором позже разместилась суконная фабрика, изображён на чертеже 1792 года, что позволяет отнести постройку здания к более раннему периоду. Также здание фабрики можно увидеть на картине Иоганна Якоба Меттенлейтера, написанной около 1790 года. Архитектор, построивший здание также неизвестен, часто постройку здания приписывают архитектору Николаю Львову.
Здание суконной фабрики изначально представляло собой одноэтажное здание с подковообразной центральной частью, к которой примыкали два двухэтажных павильона-башни почти кубической формы. Для постройки использовался пудостский камень, часто употреблявшийся для строительства и облицовки гатчинских зданий. Позже центральный корпус был надстроен ещё одним этажом.

## История
По некоторым данным изначально здание использовалось для сушки овса и называлось Каменная рига.
Как фабричный корпус здание использовалось недолго. В 1795 году в Гатчину для организации суконного производства был приглашён из Ямбурга мастер Лебург. Предположительно, на фабрике должно было производиться обмундирование для гатчинского войска и прислуги. Однако она проработала недолго и закрылась уже в 1802 году. Пустующее здание перешло в распоряжение дворцового управления. Император дал распоряжение разместить в здании фабрики «Покой для выздоравливающих больных городового госпиталя», предназначенный для служителей Гатчинского дворца.
Во время эпидемии холеры летом и осенью 1831 года в здании фабрики было открыто холерное отделение.
В 1832 или 1833 году здание было перестроено — по проекту архитектора Алексея Байкова над центральным корпусом был надстроен второй этаж, и отдано под мастерские и квартиры мастеровых дворцового ведомства. В 1855 году в здании также велись работы — устраивались 2 каменные лестницы и 7 квартир для придворных служащих.
В 1857—1858 годах здание было перестроено архитектором Андрианом Кокоревым.
В 1894—1897 годах в правом крыле здания бывшей фабрики располагалась телефонная станция с переговорным пунктом, а также квартирой начальника станции; на втором этаже была размещена «Морская команда» при гатчинском Адмиралтействе. Через некоторое время станция была убрана и долгое время здание использовалось под жильё. Одно время в здании располагался и театр.
После революции здание продолжали использовать как жилой фонд. В 1965 году фасады были оштукатурены. В 1980-х в здании находились городское ремонтно-строительное управление и жилые квартиры. В 1990-е в здании располагалось отделение ГАИ.
В 1996 году администрацией МО «Город Гатчина» было принято решение о передаче здания под строительство будущего Дворца Молодёжи, первая очередь которого была открыта 30 апреля 1999 года.
На фасаде отреставрированного здания оставлен неоштукатуренный прямоугольник, показывающий материал здания.